# Revolució armènia de 2018
|  | Aquest article tracta sobre revolució armènia de 2018. Si cerqueu els esdeveniments de Txecoslovàquia de 1989, vegeu «Revolució de Vellut». |

La revolució armènia de 2018 (coneguda col·loquialment en armeni com #MerzhirSerzhin (ՄերժիրՍերժին, en armeni, que vol dir "#Rebutgem en Serj") van ser un seguit de protestes antigovernamentals que van tenir lloc a Armènia entre l'abril i el maig de 2018, protagonitzades per diverses entitats polítiques i civils, i liderades pel membre del parlament Nikol Paixinian (cap del partit Tractat Civil). Les protestes i les marxes van començar, en un primer moment, com a resposta al tercer mandat consecutiu de Serj Sargsian com la figura més important del govern armeni i, més tard, contra el control del govern per part del Partit Republicà. Paixinian la va declarar com la Revolució de vellut (Թավշյա հեղափոխություն).
El 23 d'abril, Sargsian va cedir, exposant que "estava equivocat, mentre que Nikol Paixinian tenia raó", i va dimitir. Aquest fet va ser esmentat per alguns analistes com una revolució no-violenta similar a altres revolucions succeïdes en estats postsoviètics. El vespre del 25 d'abril, el company de coalició del Partit Republicà, l'ARF-Dashnaktsutyun, l'hi havia retirat el suport.
El 28 d'abril, tots els partits de l'oposició del parlament armeni van anunciar que donarien suport a la candidatura de Paixinian. Es va programar una primera votació a l'Assemblea Nacional per l'1 de maig; perquè Paixinian fos elegit primer ministre, es necessitaven 53 vots, fet que significava que necessitava el vot de, com a mínim, sis membres del Partit Republicà. Paixinian era l'únic candidat que es va presentar. No obstant, el Partit Republicà va votar de manera unànime en contra seva; dels 102 membres del parlament, 56 van votar en contra de la seva candidatura, per 45 que hi van votar a favor. Una setmana després, el 8 de maig, es va celebrar la segona votació, en la qual Paixinian va resultar elegit primer ministre amb 59 vots.